# 전라남도고흥교육지원청
전라남도고흥교육지원청(全羅南道高興敎育支援廳, Goheung Office of Education)은 전라남도 고흥군을 관할하는 전라남도교육청 산하의 교육지원청이다.
교육장은 장학관으로 보한다.

### 유치원
| - 고흥푸른꿈유치원 |

### 초등학교
| - 고흥동초등학교 - 과역초등학교 - 금산초등학교 - 남양초등학교 | - 녹동초등학교 - 녹동초등학교 소록도분교 - 녹동초등학교 시산분교(휴교) - 대서초등학교 - 도덕초등학교 | - 도화초등학교 - 동강초등학교 - 두원초등학교 - 백양초등학교 - 봉래초등학교 | - 영남초등학교 - 점암초등학교 - 포두초등학교 - 풍남초등학교 - 풍양초등학교 |

### 중학교
| - 고흥과역중학교 - 고흥남양중학교 - 고흥대서중학교 - 고흥도덕중학교 | - 고흥도화중학교 - 고흥백양중학교 - 고흥여자중학교(공립 여학교) - 고흥점암중앙중학교 | - 고흥중학교(공립 남학교) - 고흥풍양중학교 - 금산중학교 - 녹동중학교 | - 동강중학교 - 봉래중학교 - 포두중학교 |

### 고등학교 (남녀공학 전환)
| - 고흥고등학교 - 녹동고등학교 - 고흥도화고등학교 - 고흥산업과학고등학교 |